# Phlogis mirabilis
Phlogis mirabilis är en insektsart som beskrevs av Rauno E. Linnavuori 1979. Phlogis mirabilis ingår i släktet Phlogis och familjen dvärgstritar. Inga underarter finns listade i Catalogue of Life.